# مدائنی
ابوالحسن علی بن محمد بن عبدالله بن ابی سیف مولی عبدالرحمن بن سمره (متولد ۱۳۵ ه‍. ق/۷۵۲م در بصره، درگذشته به ۲۲۴، ۲۲۵، یا ۲۲۸ ه‍. ق) از جایگاه بلندی در میان مورخان اسلامی برخوردار است.
او احتمالاً ۲۰۰ کتاب نوشته‌است. ظاهراً از میان این کتابها، تنها ۲ اثر باقی مانده که یکی از آن‌ها ناقص است. اما مدائنی مورد توجه تاریخ نگاران بعدی قرار گرفته‌است و آثارش به ویژه در زمینه فتوحات، تا دوران زیادی، منتقل گردیده‌است. نه تنها این آثار، بلکه تعداد زیادی از آثار وی، چه از لحاظ وسعت محدوده (زندگی محمد، فتوحات، رخدادهای جنگهای داخلی اول و دوم، زندگی حاکمان و شورشیان و…) و چه از لحاظ تنوع (روایات کوتاه و بلند، لیست اشخاص، خطبه‌ها و…) بسیار تأثیرگذار بوده و شاید دارای سلسله مراتب نسخه‌ها (مانند آثار کوچکتری چون کتاب بزرگ روایات در مورد خلفا و آثار کاملتری چون کتاب مختصر در مورد خوارج) بوده باشند. اگر این درست باشد، اسناد این چنینی حاکی از آن است که تاریخ‌نگاری از قرن ۹ میلادی آغاز نگردیده بلکه در آن دوران به بلوغ و شکوفایی رسیده‌است.
آثار مدائنی، نشان دهندهٔ گرایش‌های گسترده و همچنین تعیین‌کننده سطح دانش ماست. بازنویسی قبلی، بیان‌گر صحت کافی تحقیقات بعد از آن می‌باشد. مانند کتاب فهرست ابن ندیم که در قرن ۱۰ میلادی تألیف گردید. اطلاعات ما دربارهٔ آثار مدائنی که مرتبط به فتوحات هستند، تحت تأثیر منابع بعدی است که نقل قول‌های آن دوران تاکنون باقی مانده‌اند. آثار مدائنی، به عنوان مهم‌ترین علت رشد صعودی تاریخ‌نگاری مطرح است. این مهم، تبعات خود را به دنبال داشت. از مهم‌ترین این تبعات، می‌توان به تخصصی شدن روایان اخبار اشاره نمود.

## دیدگاه رجال حدیث
در «میزان الاعتدال» الذهبی آمده‌است که مسلم در صحیح خود از نقل روایت از وی، خودداری کرده و «ابن عدی» او را ضعیف دانسته و «الاصمعی» به او گفته‌است: بخدا که چیزی از اسلام در تو نمانده‌است.
«ابن حجر» در لسان المیزان تصریح کرده که عوانة، احادیثی را برای بنی امیه جعل می‌کرد و در «معجم الادباء» آمده‌است که او از بزرگان سمرة بن حبیب اموی بوده‌است و صاحب «لسان المیزان» گفته‌است که او از غلامان عبد الرحمن بن سمرة بن حبیب اموی بوده‌است.
در مقابل، یحیی بن معین او را ثقه دانسته‌است. خطیب بغدادی در مورد او می‌نویسد: «کان عالماً بأیام الناس، وأخبار العرب وأنسابهم، عالماً بالفتوح والمغازی وروایة الشعر صدوقاً فی ذلک.». ابن ندیم در الفهرست می‌نویسد: «أبو مخنف بأمر العراق وفتوحها وأخبارها، والمدائنی بأمر خراسان والهند وفارس، والواقدی بالحجاز والسیرة، وقد اشترکوا فی فتوح الشام.»